# Araneus corbita
Araneus corbita este o specie de păianjeni din genul Araneus, familia Araneidae. A fost descrisă pentru prima dată de L. Koch, 1871.
Este endemică în Samoa. Conform Catalogue of Life specia Araneus corbita nu are subspecii cunoscute.